# Uwa
Uwa (russisch Ува́) ist eine Siedlung städtischen Typs in der Republik Udmurtien (Russland) mit 19.984 Einwohnern (Stand 14. Oktober 2010).

## Geographie
Die Siedlung liegt im Wolgagebiet gut 60 Kilometer (Luftlinie) westnordwestlich der Republikhauptstadt Ischewsk am gleichnamigen Flüsschen im Einzugsgebiet der Wjatka.
Uwa ist Verwaltungszentrum des gleichnamigen Rajons Uwa.

## Geschichte
Unweit der in der ersten Hälfte des 19. Jahrhunderts entstandenen udmurtischen und russischen – heute teils eingemeindeten – Dörfer Udmurtskaja Tuklja, Russkaja (Nowo-)Tuklja und Uwa-Tuklja entstand auf dem Gebiet des heutigen Ortes ab 1922 am Flüsschen Uwa (früher auch Wa, in verschiedenen finno-ugrischen Sprachen für Wasser) ein forstwirtschaftlicher Stützpunkt mit zugehöriger Wohnsiedlung.
Der schnell gewachsene Ort erhielt am 27. Dezember 1938 den Status einer Siedlung städtischen Typs.
1947 wurde eine bereits Ende der 1930er Jahre zu Zwecken der Forstwirtschaft und des Torfabbaus aus Richtung Ischewsk nach Uwa errichtete Schmalspurbahn auf Breitspur umgebaut, wodurch die wirtschaftliche Entwicklung des Ortes weiteren Aufschwung nahm.

### Bevölkerungsentwicklung
| Jahr | Einwohner |
| ---- | --------- |
| 1939 | 4.726     |
| 1959 | 11.554    |
| 1970 | 14.219    |
| 1979 | 15.496    |
| 1989 | 18.249    |
| 2002 | 19.358    |
| 2010 | 19.984    |

Anmerkung: Volkszählungsdaten

## Kultur und Sehenswürdigkeiten
Seit 1974 gibt es in Uwa ein Geschichts- und Kunstmuseum (bis 2007 als Heimatmuseum mit angeschlossener „Volks-Gemäldegalerie“).

## Wirtschaft und Infrastruktur
Uwa ist Zentrum der Holzwirtschaft und holzverarbeitenden Industrie. Gelegen in einer am Kiefern- und Birkenwäldern reichen Gegend, ist Uwa zudem Erholungsort regionaler Bedeutung mit mehreren Erholungsheimen und Sanatorien.
Durch den Ort führt die Eisenbahnstrecke nach Kilmes, die in Ljukschudja nördlich von Ischewsk von der Strecke Agrys–Ischewsk–Pibanschur(–Balesino) abzweigt. Neben dem Bahnhof Uwa I beim Zentrum der Siedlung (Streckenkilometer 79 ab Ischewsk) gibt es im Ortsteil Podmoi den Bahnhof Uwa II (Kilometer 72). In Uwa kreuzen sich 
die Straßen von Ischewsk nach Kilmes im Westen Udmurtiens und weiter in die Oblast Kirow und die Nord-Süd-Verbindung Igra-Moschga.

## Söhne und Töchter von Uwa
- Alfred Eisfeld (* 1951), deutscher Historiker
- Mikita Labastau (* 1997), belarussischer Biathlet